# Отворено првенство Ченаја у тенису 2014.
Отворено првенство Ченаја у тенису 2014 (познат и под називом 2014 Aircel Chennai Open) је био тениски турнир који припада АТП 250 категорији у сезони 2014, који се играо на тврдој подлози. То је било 19. издање турнира који се играо у Ченају у Индији на СДАТ тениском стадиону од 30. децембра 2013 — 5. јануара 2014. Другу шампионску титулу на овом турниру је освојио Швајцарац Станислас Вавринка, који је у финалу победио Француза Роже-Васелена. 

## Поени и новчане награде

### Поени
| Конкуренција | П   | Ф   | ПФ | ЧФ | 2К | 1К  | КВ  | КВ3 | КВ2 | КВ1 |
| Појединачна  | 250 | 150 | 90 | 45 | 20 | 0   | 12  | 6   | 0   | 0   |
| Парови       | 250 | 150 | 90 | 45 | 0  | Н/Д | Н/Д | Н/Д | Н/Д | Н/Д |

### Новчане награде
| Конкуренција | П       | Ф       | ПФ      | ЧФ      | 2К     | 1К     | КВ   | КВ   | КВ  |
| Појединачна  | $72,490 | $38,180 | $20,680 | $11,785 | $6,940 | $4,115 | $665 | $320 | Н/Д |
| Парови*      | $22,020 | $11,580 | $6,270  | $3,590  | $2,100 | Н/Д    | Н/Д  | Н/Д  | Н/Д |

*по тиму

## Главни жреб појединачне конкуренције

### Носиоци
| Држава | Играч                 | Позиција1 | Носилац |
| ------ | --------------------- | --------- | ------- |
| ШВА    | Станислас Вавринка    | 8         | 1       |
| РУС    | Михаил Јужни          | 15        | 2       |
| ИТА    | Фабио Фоњини          | 16        | 3       |
| БЕЛ    | Беноа Пер             | 26        | 4       |
| КАН    | Вашек Поспишил        | 32        | 5       |
| ШПА    | Марсел Гранољерс      | 38        | 6       |
| ФРА    | Едуар Роже-Васелен    | 52        | 7       |
| ШПА    | Роберто Баутиста Агут | 58        | 8       |

- 1 Позиције од 23. децембра 2013.

### Други учесници
Следећи играчи су добили специјалну позивницу за учешће у појединачној конкуренцији:
- Јуки Бамбри
- Кајл Едмунд
- Џиван Недунчежијан

Следећи играчи су ушли на турнир кроз квалификације:
- Раду Албот
- Александар Кудрјавцев
- Хенри Лаксонен
- Рамкумар Раманатан

### Повлачења
Пре турнира
- Јанко Типсаревић (повреда Ахилове тетиве)
- Јирген Цоп (повреда леђа)

За време турнира
- Лу Јен-сјун

### Одустајања
- Фабио Фоњини (лева нога - друго коло)
- Александар Кудрјавцев (десна препона - друго коло)
- Вашек Поспишил (леђа - полуфинале)
- Јулијан Рајстер (болест - прво коло)
- Михаил Јужни (болест - друго коло)

## Главни жреб конкуренције парова
| Држава | Играч           | Држава | Играч               | Позиција1 | Носиоци |
| ------ | --------------- | ------ | ------------------- | --------- | ------- |
| ИНД    | Рохан Бопана    | ПАК    | Ајсам-ул-Хак Куреши | 28        | 1       |
| ИТА    | Фабио Фоњини    | ИНД    | Леандер Паес        | 46        | 2       |
| NEM    | Андре Бегеман   | НЕМ    | Мартин Емрих        | 91        | 3       |
| ШВЕ    | Јохан Брунстрем | ДАН    | Фредерик Нилсен     | 106       | 4       |

- 1 Позиције од 23. децембра 2013.

## Шампиони

### Појединачно
Станислас Вавринка је победио  Роже-Васелена са 7–5, 6–2
- Вавринки је ово била прва (од три) титуле у сезони и пета у каријери.

### Парови
- Јохан Брунстрем /  Фредерик Нилсен су победили  Марина Драгању /  Мате Павића са 6–2, 4-6, [10-7]
- Брунстрему је ово била прва (од две) титуле у сезони и четврта у каријери.
- Нилсену је ово била једина) титула те сезоне и пета у каријери.